# 叉叶铁角蕨
叉叶铁角蕨（学名：Asplenium septentrionale）为铁角蕨科铁角蕨属下的一个种。生长于干旱裸露的岩石缝里面，海拔1.1-4.1千米，少见。植株高8-15厘米。也分布于欧洲、北美洲等地。

## 扩展阅读
維基物種上的相關：叉叶铁角蕨